# Olive Branch (Illinois)
Olive Branch – jednostka osadnicza w Stanach Zjednoczonych, w stanie Illinois, w hrabstwie Alexander.